# 何如璋

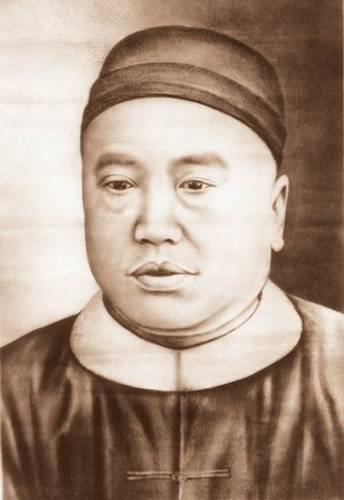
何如璋

何 如璋（か じょしょう、1838年 - 1891年）は、清末の官僚、外交官。初代駐日公使。字は子峨。広東省潮州府大埔県出身。
同治7年（1868年）に進士となり、翰林院に入った。光緒3年（1877年）に初代駐日公使となり3年間在職、光緒5年（1879年）の琉球処分に際しては、日本の強行措置に対し強く抗議した。一方で清日の提携路線を模索し、アジア主義の先駆けである興亜会に対しては外国人会員となって歓迎していたが、日本に警戒感も抱いていたという。高名な文人であったことから、大河内輝声など私的交流を望む日本の文人墨客の訪問が絶えなかった。著書に『使東述略』があり、駐日公使時代に見聞した明治維新の様子が記述されている。同書は近代中国人による日本見聞録としては、羅森（マシュー・ペリーの中国人通訳）の『日本日記』に次ぐものとなった。
帰国後は福州船政大臣に任命されたが、清仏戦争時の馬江海戦で砲声に驚いて張佩綸と共に逃亡してしまった。これにより11隻の艦艇を失い、700人の兵が死亡し、馬尾船廠を破壊されるという損害を出したため、責任を問われ免職となった。その後、両広総督李瀚章の招きで韓山書院の主講となった。

## 関連書籍
- 『洋務運動の研究－一九世紀後半の中国における工業化と外交の革新についての考察－』鈴木智夫、汲古書院、1992年。
- 『文人外交官の明治日本－中国初代駐日公使団の異文化体験－』張偉雄、柏書房、1999年。